# ゲオルギオス・アニノス
ゲオルギオス・アニノス（英: Georgios Anninos）は、ギリシャの競泳選手。
1896年のアテネオリンピック100m自由形に出場した。記録や順位は定かでないが、3位以下なことは明らかである。